# Pokrzywowate
Pokrzywowate (Urticaceae Juss.) – rodzina roślin zielnych z rzędu różowców (Rosales). Należą tu 54 rodzaje z ok. 2,6 tysiącem gatunków (z czego ok. 1,2 tys. to w niemal równych częściach dwa rodzaje – pilea Pilea i Elatostema). Rodzina o zasięgu globalnym – brak jej przedstawicieli tylko na obszarach pokrytych wieczną zmarzliną i skrajnie suchych. Najwięcej gatunków spotykanych jest w tropikach, ale liczne rosną także w klimacie umiarkowanym. Do flory Polski zaliczane są tylko rośliny z dwóch rodzajów: parietaria i pokrzywa. Pokrzywowate rosną w różnorodnych siedliskach, często w lasach, zwłaszcza w równikowych, często jako pnącza i epifity, poza tym na mokradłach, na siedliskach ruderalnych. Wiele roślin wyposażonych jest we włoski parzące, w tym pokrzywy i szczególnie piekące – rośliny z rodzaju Dendrocnide. Rośliny zwykle wiatropylne, przy czym pyłek pokrzyw stanowi istotny alergen.
Duże znaczenie ekonomiczne jako rośliny włóknodajne mają szczmiel biały Boehmeria nivea i Laportea canadensis, ale włókien dostarczają też inni przedstawiciele tych i innych rodzajów, np. pokrzywa zwyczajna. Różne gatunki z rodzajów pokrzywa Urtica, laportea Laportea i Girardinia spożywane są jako warzywo, a Pouzolzia tuberosa dostarcza jadalnych bulw. Jadalne owoce mają m.in. Oreocnide frutescens, Debregeasia longifolia i Pourouma cecropiifolia. Bardzo popularnymi roślinami ozdobnymi uprawianymi w doniczkach są rozmaite gatunki z rodzaju pilea Pilea oraz solejrolia rozesłana Soleirolia soleirolii, rosnące czasem także jako chwasty w szklarniach.

## Morfologia

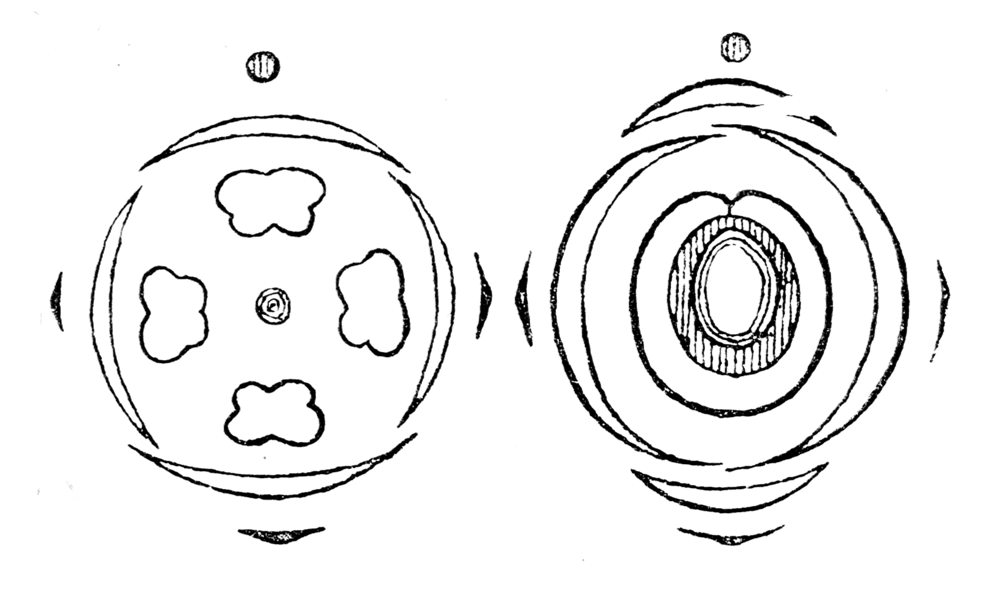
Narys kwiatowy pokrzywy

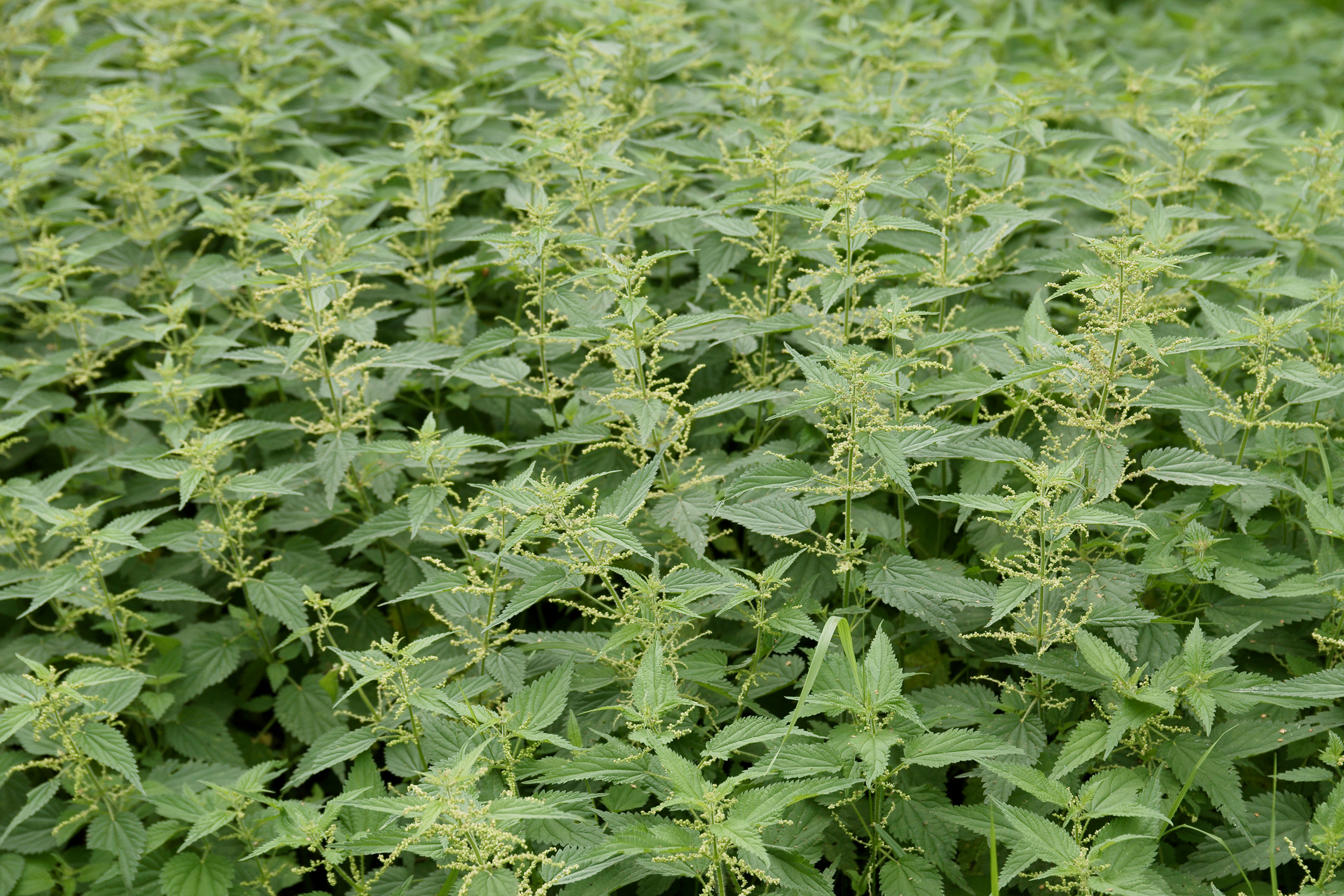
Pokrzywa zwyczajna

PokrójRośliny zielne (jednoroczne i byliny), czasem o łodygach gruboszowatych, drzewa, zwykle niezbyt wysokie (do 15 m), o miękkim drewnie, często pachykauliczne (słabo rozgałęzione) oraz wysoko wspinające się pnącza. Rośliny zdrewniałe często z korzeniami podporowymi i oddechowymi. Przedstawiciele plemienia Urticeae wyróżniają się obecnością włosków parzących pokrywających pędy. U licznych przedstawicieli w liściach i łodygach obecne są cystolity. Rośliny zazwyczaj bez soku mlecznego.
LiścieSkrętoległe lub naprzeciwległe, pojedyncze, czasem klapowane i tylko u roślin z plemienia Cecropieae dłoniasto złożone. Przylistki różnie wykształcone (brak u niektórych przedstawicieli Boehmerieae), czasem okazałe i obejmujące łodygę, ale zwykle szybko opadające. U części przedstawicieli liście siedzące, u innych ogonkowe, przy czym ogonek liściowy sięgać może nasady blaszki (u większości) lub jej środkowej części (Cecropieae). Blaszka często nieco asymetryczna i z trzema głównymi żyłkami przewodzącymi rozchodzącymi się od jej nasady.
KwiatyRozdzielnopłciowe, rośliny dwupienne i jednopienne, rzadko kwiaty obupłciowe (czasem u Parietarieae). Kwiaty zebrane w kwiatostany wierzchotkowate wyrastające zwykle w kątach liści, czasem skupiające się w gęste główki, często wyciągnięte i luźne w postaci gron, kłosów, nibybaldachów, zwykle wsparte podsadką. Rzadko kwiatostany zredukowane do dwóch czy pojedynczych kwiatów. Poszczególne kwiaty niepozorne – zwykle drobne (do 2 mm średnicy) i zielonkawe. Kwiaty męskie z okwiatem składającym się zwykle z 3–5 listków, czasem tylko z jednym lub dwoma. W kwiatach żeńskich listki okwiatu też w liczbie 3–5 (często zrośnięte u dołu w rurkę), ale też często ich brak. Pręcików jest tyle co listków okwiatu, są zagięte do środka i gwałtownie prostują się wyrzucając pyłek z pylników. W kwiatach żeńskich znajduje się górna zalążnia powstająca pierwotnie z dwóch owocolistków, z których jeden ulega jednak redukcji. Stąd zalążnia z jedną komorą i pojedynczym zalążkiem. Znamię różnie wykształcone – siedzące lub wzniesione na pojedynczej szyjce słupka.
OwoceZwykle drobna niełupka, często otulona trwałymi listkami okwiatu i czasem także listkami podkwiatowymi, u części przedstawicieli mięśniejącymi, stąd owoc przypomina pestkowca.

## Systematyka

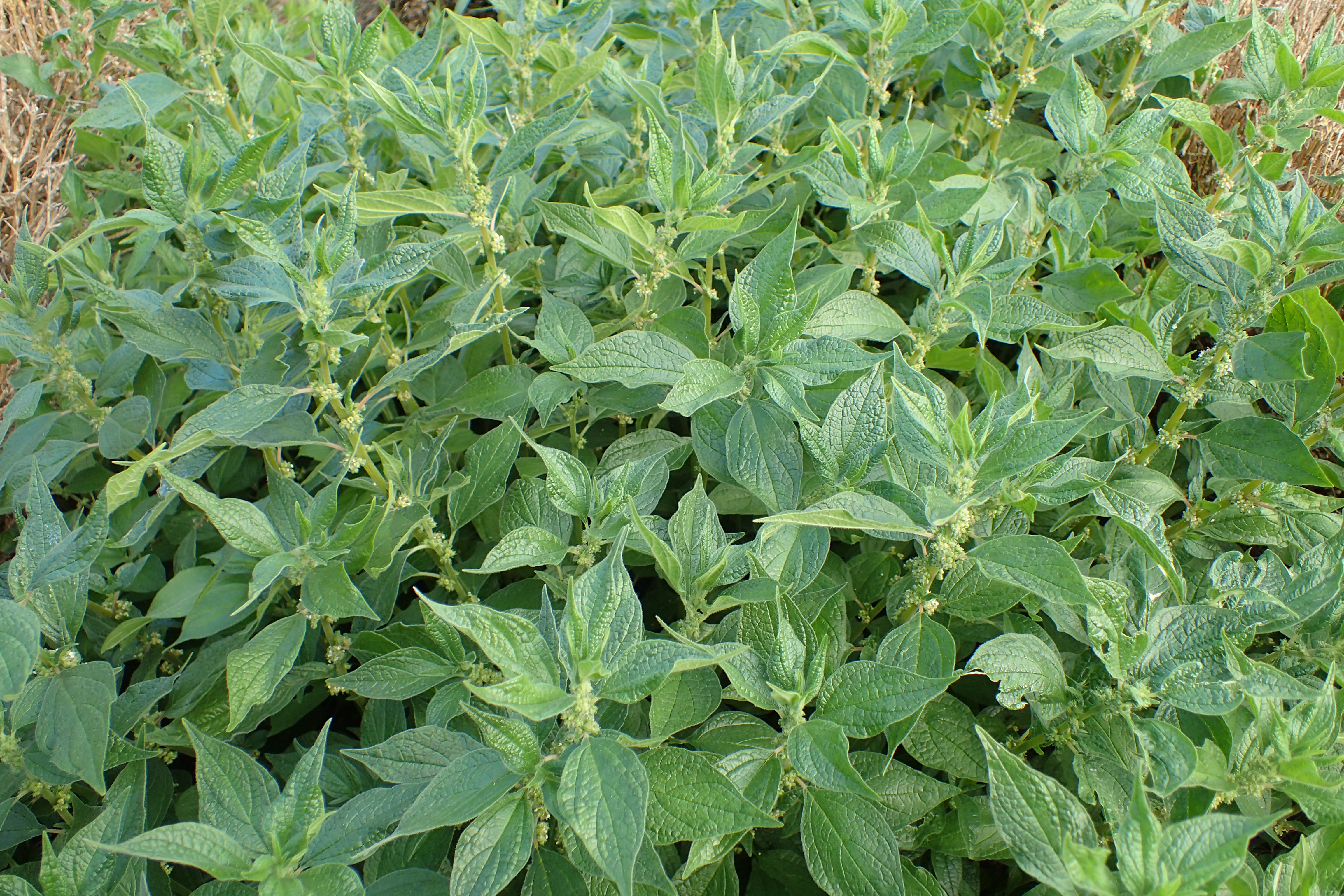
Parietaria lekarska

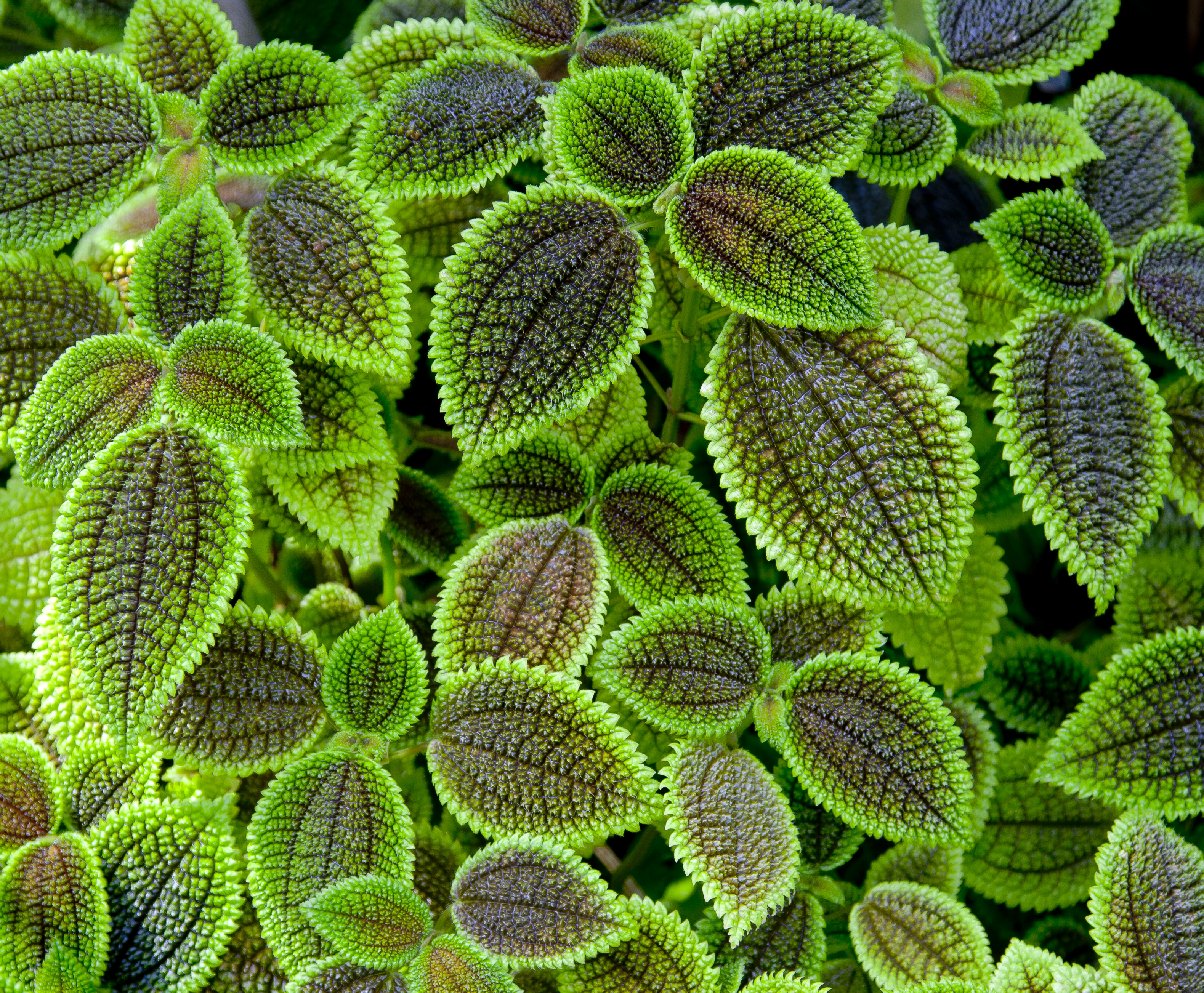
Pilea involucrata

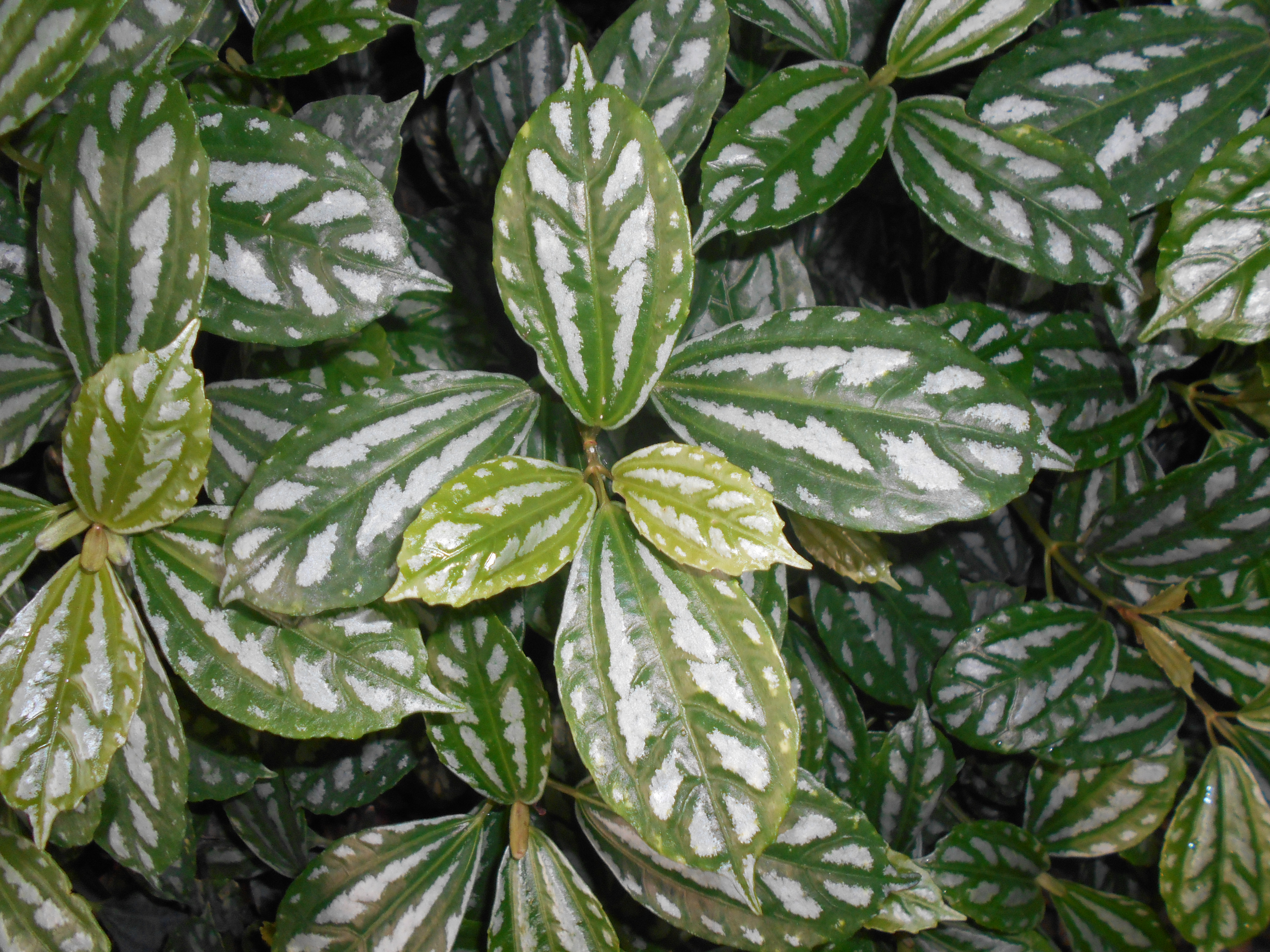
Pilea cadierei

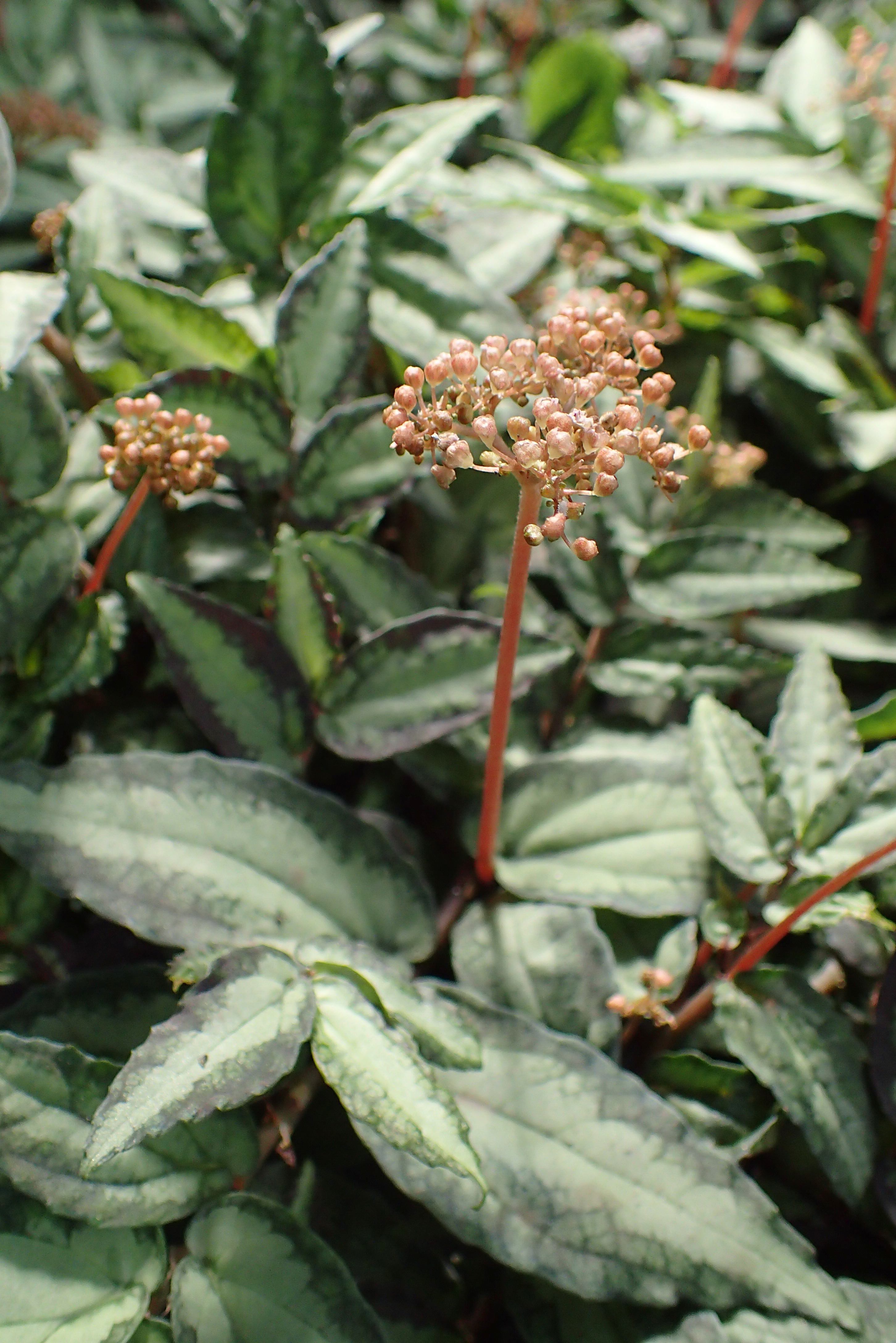
Pellionia repens

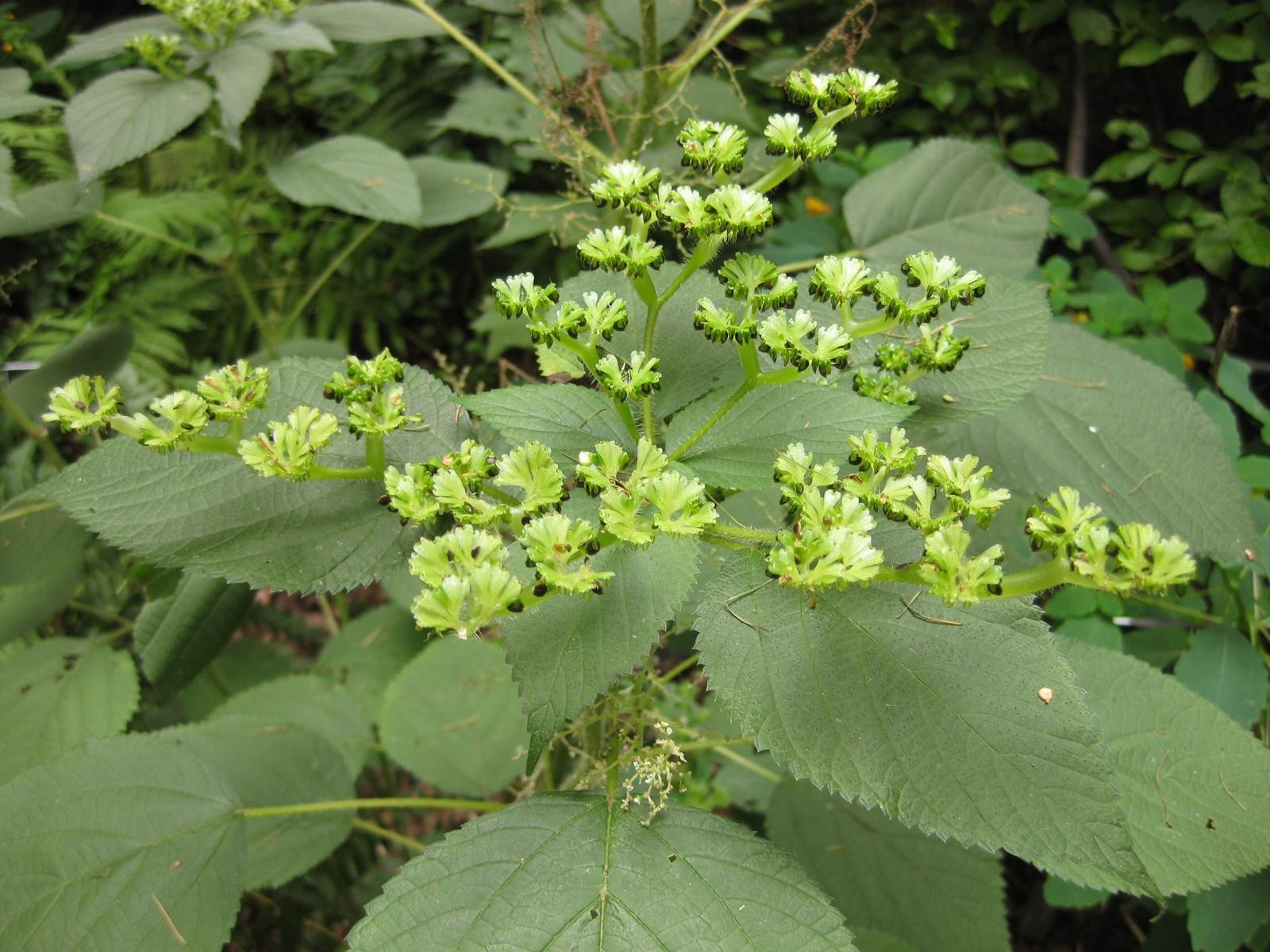
Laportea canadensis

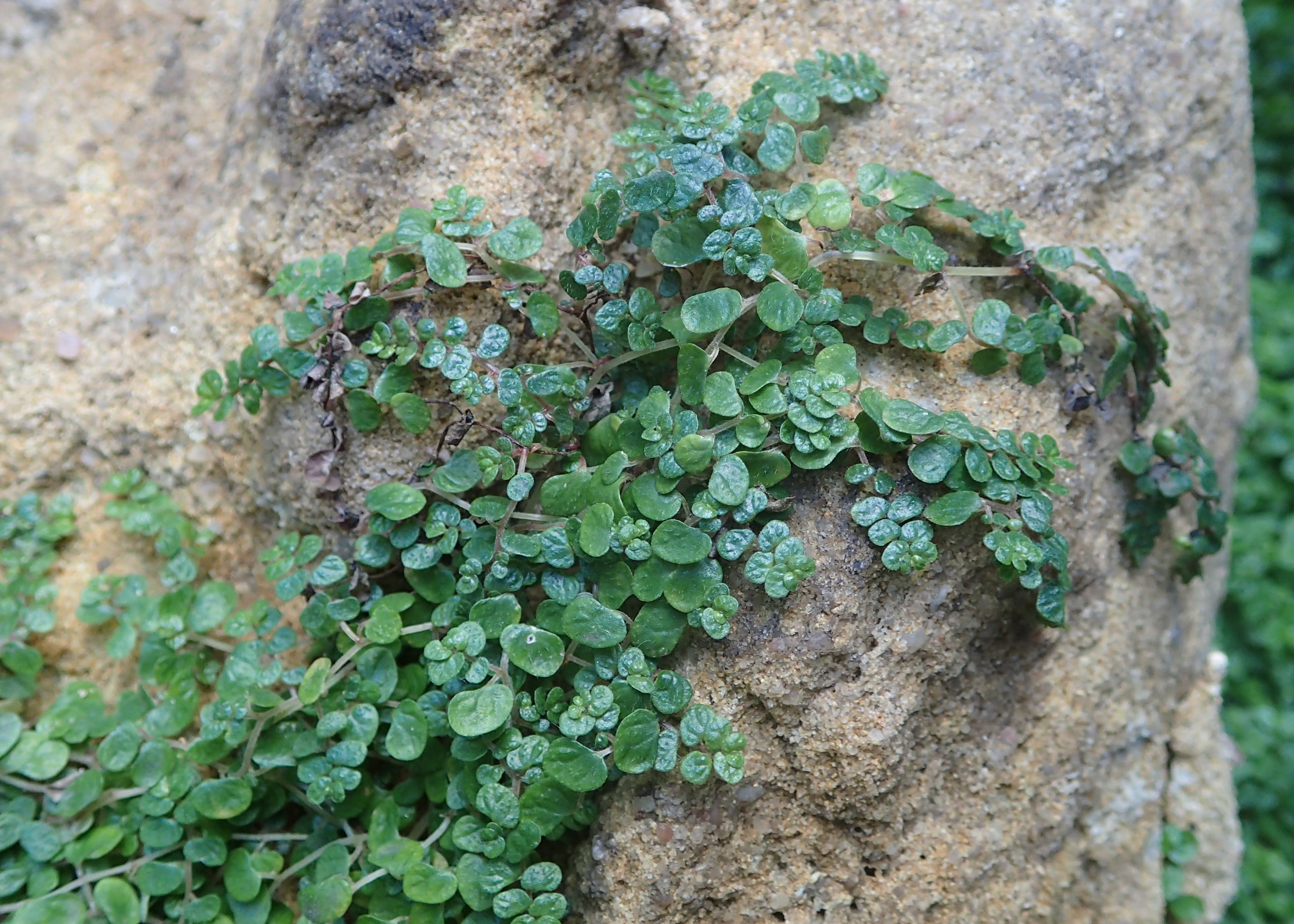
Soleirolia soleirolii

Pozycja systematyczna według Angiosperm Phylogeny Website (aktualizowany system APG IV z 2016)
Rodzina od czasu systemu APG II z 2003 klasyfikowana jako siostrzana dla morwowatych Moraceae w obrębie rzędu różowców Rosales w kladzie różowych roślin okrytonasiennych. Od dawna łączona była z morwowatymi, konopiowatymi, wiązowatymi i wyodrębnianymi Cecropiaceae, ale pozycja systematyczna tej grupy pozostawała niejasna do czasu zastosowania metod molekularnych na przełomie XX i XXI wieku. Wcześniej w różnych systemach rodzina zaliczana była do takich rzędów jak: oczarowce Hamamelidales, wilczomleczowce Euphorbiales, bukowce Fagales i ślazowce Malvales.
|  | oliwnikowate Elaeagnaceae                                    |
|  |                                                              |
|  | \| \| Dirachmaceae \| \| \| \| \| \| Barbeyaceae \| \| \| \| |
|  |                                                              |
|  | Dirachmaceae                                                 |
|  |                                                              |
|  | Barbeyaceae                                                  |
|  |                                                              |

|  | Dirachmaceae |
|  |              |
|  | Barbeyaceae  |
|  |              |

|  | oliwnikowate Elaeagnaceae                                    |
|  |                                                              |
|  | \| \| Dirachmaceae \| \| \| \| \| \| Barbeyaceae \| \| \| \| |
|  |                                                              |
|  | Dirachmaceae                                                 |
|  |                                                              |
|  | Barbeyaceae                                                  |
|  |                                                              |

|  | Dirachmaceae |
|  |              |
|  | Barbeyaceae  |
|  |              |

|  | konopiowate Cannabaceae                                                        |
|  |                                                                                |
|  | \| \| morwowate Moraceae \| \| \| \| \| \| pokrzywowate Urticaceae \| \| \| \| |
|  |                                                                                |
|  | morwowate Moraceae                                                             |
|  |                                                                                |
|  | pokrzywowate Urticaceae                                                        |
|  |                                                                                |

|  | morwowate Moraceae      |
|  |                         |
|  | pokrzywowate Urticaceae |
|  |                         |

|  | konopiowate Cannabaceae                                                        |
|  |                                                                                |
|  | \| \| morwowate Moraceae \| \| \| \| \| \| pokrzywowate Urticaceae \| \| \| \| |
|  |                                                                                |
|  | morwowate Moraceae                                                             |
|  |                                                                                |
|  | pokrzywowate Urticaceae                                                        |
|  |                                                                                |

|  | morwowate Moraceae      |
|  |                         |
|  | pokrzywowate Urticaceae |
|  |                         |

|  | oliwnikowate Elaeagnaceae                                    |
|  |                                                              |
|  | \| \| Dirachmaceae \| \| \| \| \| \| Barbeyaceae \| \| \| \| |
|  |                                                              |
|  | Dirachmaceae                                                 |
|  |                                                              |
|  | Barbeyaceae                                                  |
|  |                                                              |

|  | Dirachmaceae |
|  |              |
|  | Barbeyaceae  |
|  |              |

|  | oliwnikowate Elaeagnaceae                                    |
|  |                                                              |
|  | \| \| Dirachmaceae \| \| \| \| \| \| Barbeyaceae \| \| \| \| |
|  |                                                              |
|  | Dirachmaceae                                                 |
|  |                                                              |
|  | Barbeyaceae                                                  |
|  |                                                              |

|  | Dirachmaceae |
|  |              |
|  | Barbeyaceae  |
|  |              |

|  | konopiowate Cannabaceae                                                        |
|  |                                                                                |
|  | \| \| morwowate Moraceae \| \| \| \| \| \| pokrzywowate Urticaceae \| \| \| \| |
|  |                                                                                |
|  | morwowate Moraceae                                                             |
|  |                                                                                |
|  | pokrzywowate Urticaceae                                                        |
|  |                                                                                |

|  | morwowate Moraceae      |
|  |                         |
|  | pokrzywowate Urticaceae |
|  |                         |

|  | konopiowate Cannabaceae                                                        |
|  |                                                                                |
|  | \| \| morwowate Moraceae \| \| \| \| \| \| pokrzywowate Urticaceae \| \| \| \| |
|  |                                                                                |
|  | morwowate Moraceae                                                             |
|  |                                                                                |
|  | pokrzywowate Urticaceae                                                        |
|  |                                                                                |

|  | morwowate Moraceae      |
|  |                         |
|  | pokrzywowate Urticaceae |
|  |                         |

|  | oliwnikowate Elaeagnaceae                                    |
|  |                                                              |
|  | \| \| Dirachmaceae \| \| \| \| \| \| Barbeyaceae \| \| \| \| |
|  |                                                              |
|  | Dirachmaceae                                                 |
|  |                                                              |
|  | Barbeyaceae                                                  |
|  |                                                              |

|  | Dirachmaceae |
|  |              |
|  | Barbeyaceae  |
|  |              |

|  | oliwnikowate Elaeagnaceae                                    |
|  |                                                              |
|  | \| \| Dirachmaceae \| \| \| \| \| \| Barbeyaceae \| \| \| \| |
|  |                                                              |
|  | Dirachmaceae                                                 |
|  |                                                              |
|  | Barbeyaceae                                                  |
|  |                                                              |

|  | Dirachmaceae |
|  |              |
|  | Barbeyaceae  |
|  |              |

|  | konopiowate Cannabaceae                                                        |
|  |                                                                                |
|  | \| \| morwowate Moraceae \| \| \| \| \| \| pokrzywowate Urticaceae \| \| \| \| |
|  |                                                                                |
|  | morwowate Moraceae                                                             |
|  |                                                                                |
|  | pokrzywowate Urticaceae                                                        |
|  |                                                                                |

|  | morwowate Moraceae      |
|  |                         |
|  | pokrzywowate Urticaceae |
|  |                         |

|  | konopiowate Cannabaceae                                                        |
|  |                                                                                |
|  | \| \| morwowate Moraceae \| \| \| \| \| \| pokrzywowate Urticaceae \| \| \| \| |
|  |                                                                                |
|  | morwowate Moraceae                                                             |
|  |                                                                                |
|  | pokrzywowate Urticaceae                                                        |
|  |                                                                                |

|  | morwowate Moraceae      |
|  |                         |
|  | pokrzywowate Urticaceae |
|  |                         |

|  | oliwnikowate Elaeagnaceae                                    |
|  |                                                              |
|  | \| \| Dirachmaceae \| \| \| \| \| \| Barbeyaceae \| \| \| \| |
|  |                                                              |
|  | Dirachmaceae                                                 |
|  |                                                              |
|  | Barbeyaceae                                                  |
|  |                                                              |

|  | Dirachmaceae |
|  |              |
|  | Barbeyaceae  |
|  |              |

|  | oliwnikowate Elaeagnaceae                                    |
|  |                                                              |
|  | \| \| Dirachmaceae \| \| \| \| \| \| Barbeyaceae \| \| \| \| |
|  |                                                              |
|  | Dirachmaceae                                                 |
|  |                                                              |
|  | Barbeyaceae                                                  |
|  |                                                              |

|  | Dirachmaceae |
|  |              |
|  | Barbeyaceae  |
|  |              |

|  | konopiowate Cannabaceae                                                        |
|  |                                                                                |
|  | \| \| morwowate Moraceae \| \| \| \| \| \| pokrzywowate Urticaceae \| \| \| \| |
|  |                                                                                |
|  | morwowate Moraceae                                                             |
|  |                                                                                |
|  | pokrzywowate Urticaceae                                                        |
|  |                                                                                |

|  | morwowate Moraceae      |
|  |                         |
|  | pokrzywowate Urticaceae |
|  |                         |

|  | konopiowate Cannabaceae                                                        |
|  |                                                                                |
|  | \| \| morwowate Moraceae \| \| \| \| \| \| pokrzywowate Urticaceae \| \| \| \| |
|  |                                                                                |
|  | morwowate Moraceae                                                             |
|  |                                                                                |
|  | pokrzywowate Urticaceae                                                        |
|  |                                                                                |

|  | morwowate Moraceae      |
|  |                         |
|  | pokrzywowate Urticaceae |
|  |                         |

Wykaz plemion i rodzajów
Plemię Cecropieae Gaudichaud (syn. Cecropiaceae C. C. Berg)
- Cecropia Loefling – cekropka, drążnik
- Coussapoa Aublet
- Gibbsia Rendle
- Leucosyke Zollinger & Moritzi
- Maoutia Weddell
- Myrianthus P. Beauvois
- Pourouma Aublet

Plemię Boehmerieae Gaudichaud
Rodzaje Rousselia i Parietaria bywają wyodrębniane w plemię Parietarieae, a Forsskaolea i Droguetia w Forsskaoleae.
- Archiboehmeria C. J. Chen
- Astrothalamus C. B. Robinson
- Australina Gaudichaud
- Boehmeria Jacquin – szczmiel, bemeria
- Chamabainia Wight
- Cypholophus Weddell
- Debregeasia Gaudichaud
- Didymodoxa Weddell
- Droguetia Gaudichaud
- Forsskaolea L.
- Gesnouinia Gaudichaud
- Hemistylus Bentham
- Hyrtanandra Miquel
- Neodistemon Babu & A. N. Henry
- Neraudia Gaudichaud
- Nothocnide Chew
- Oreocnide Miquel
- Parietaria L. – parietaria, pomurnik
- Phenax Weddell
- Pipturus Weddell
- Pouzolzia Gaudichaud
- Rousselia Gaudichaud
- Sarcochlamys Gaudichaud
- Soleirolia Gaudichaud – solejrolia

Plemię Elatostemateae Gaudichaud
- Aboriella Bennett
- Elatostema J. R. Forster & G. Forster
- Elatostematoides B. L. Robinson
- Gyrotaenia Grisebach
- Lecanthus Weddell
- Meniscogyne Gagnepain
- Myriocarpa Bentham
- Pellionia Gaudich. – pellionia[8]
- Petelotiella Gagnepain
- Pilea Lindley – pilea
- Procris Jussieu

Plemię Urticeae Lamarck & de Candolle:
- Dendrocnide Miquel
- Discocnide Chew
- Girardinia Gaudichaud
- Laportea Gaudichaud – laportea
- Nanocnide Blume
- Obetia Gaudichaud
- Poikilospermum Miquel
- Touchardia Gaudichaud
- Urera Gaudichaud
- Urtica L. – pokrzywa
- Zhengyia T. Deng et al.

Incertae sedis:
- Achudemia Blume